# North of Scotland Championships 1952
Die North of Scotland Championships 1952 im Badminton fanden Mitte März 1952 in Aberdeen statt.

## Austragungsort
- Music Hall Aberdeen

## Finalresultate
| Disziplin    | Sieger                      | Finalist                            | Ergebnis            |
| ------------ | --------------------------- | ----------------------------------- | ------------------- |
| Herreneinzel | Alastair Russell            | Ken Diplock                         | 15:6, 15:2          |
| Dameneinzel  | Tonny Ahm                   | I. S. Vallance                      | 11:5, 11:3          |
| Herrendoppel | James C. Mackay Donald Ross | David Bloomer Alastair Russell      | 13:18, 15:12, 15:12 |
| Damendoppel  | Tonny Ahm E. Wadsworth      | Elizabeth Armstrong I. S. Vallance  | 15:9, 11:15, 15:11  |
| Mixed        | Ken Diplock Tonny Ahm       | James B. Leslie Elizabeth Armstrong | 15:3, 9:15, 15:5    |